# کوریا اکونومیک دیلی
کوریا اکونومیک دیلی (به کره‌ای 한국경제신문) یک روزنامه است که در سال ۱۹۶۴ تأسیس شد. این روزنامه در کره جنوبی منتشر می‌شود و به مسائل اقتصادی می‌پردازد.